# Shang Jincai
Shang Jincai (* 10. Oktober 1993) ist ein chinesischer Skilangläufer.

## Werdegang
Shang startete international erstmals bei der Winter-Universiade 2013 in Lago di Tesero. Seine besten Platzierungen dort waren der 50. Platz im 30-km-Massenstartrennen und der 33. Rang im Mixed-Teamsprint. Sein Debüt im Weltcup hatte er im November 2014 in Ruka, welches er auf dem 87. Platz im Sprint beendete. Bei der Winter-Universiade 2015 in Štrbské Pleso lief er auf den 53. Platz im Sprint, auf den 46. Rang im 30-km-Massenstartrennen sowie auf den 18. Platz über 10 km klassisch und bei den nordischen Skiweltmeisterschaften 2015 in Falun auf den 80. Platz im Sprint, auf den 76. Rang über 15 km Freistil sowie auf den 58. Platz im Skiathlon. Seine beste Platzierung bei den Winter-Asienspielen 2017 in Sapporo war der vierte Platz je im Sprint und mit der Staffel. Bei den nordischen Skiweltmeisterschaften 2019 in Seefeld in Tirol kam er auf den 71. Platz im Sprint, auf den 54. Rang über 15 km klassisch und auf den 13. Platz mit der Staffel. In der Saison 2021/22 holte er in Drammen mit dem 25. Platz im Sprint seine ersten Weltcuppunkte und belegte bei den Olympischen Winterspielen 2022 in Peking den 67. Platz im Sprint, den 49. Rang im Skiathlon und den 41. Platz über 15 km klassisch. Zudem errang er mit Wang Qiang im Teamsprint und zusammen mit Liu Rongsheng, Wang Qiang und Chen Degen in der Staffel jeweils den 13. Platz.

## Teilnahmen an Weltmeisterschaften und Olympischen Winterspielen

### Olympische Spiele
- 2022 Peking: 13. Platz Teamsprint klassisch, 13. Platz Staffel, 41. Platz 15 km klassisch, 49. Platz 30 km Skiathlon, 67. Platz Sprint Freistil

### Nordische Skiweltmeisterschaften
- 2015 Falun: 58. Platz 30 km Skiathlon, 76. Platz 15 km Freistil, 80. Platz Sprint klassisch
- 2019 Seefeld in Tirol: 13. Platz Staffel, 54. Platz 15 km klassisch, 71. Platz Sprint Freistil